# Kemnitzer Heide
Die Kemnitzer Heide ist ein Wohnplatz der Gemeinde Schwielowsee im Landkreis Potsdam-Mittelmark im Land Brandenburg.

## Geografische Lage
Der Wohnplatz liegt rund 1,5 Kilometer westlich des Ortsteils Ferch in einem ausgedehnten Waldgebiet. Rund 5,5 Kilometer nördlich liegt der weitere Wohnplatz Kammerode, rund 1,5 Kilometer südöstlich der Wohnplatz Alte Dorfstelle. Die höchste Erhebung ist der 68,4 m hohe Zachariasberg, der südwestlich der Siedlung liegt.

## Geschichte und Etymologie
Das Dorf wurde erstmals im Jahr 1745 als Cemnitzsche Heyde urkundlich erwähnt und bestand zu dieser Zeit aus einzelnen Häusern, die sich um ein Jägerhaus gruppierten. Sie waren teilweise auf der wüsten Feldmark Kammerode entstanden. Im Jahr 1772 lebten in der Caemnitzschen Heyde vier Kossätenfamilien mit 22 Einwohnern. Die Anzahl der Personen stieg auf 26 im Jahr 1801 an. Zu dieser Zeit bestand der Wohnplatz aus einem Etablissement mit fünf Büdnern, einem Einlieger und einem Förster, die gemeinsam sechs Feuerstellen (=Haushalte) betrieben. Im Jahr 1817 lebten im Dorf 31, im Jahr 1837 nur noch 30 Personen in sechs Wohnhäusern, die als Kemnitzer Häuser bezeichnet wurden (1839). Im Jahr 1858 war die Bevölkerung auf 39 Personen wieder angewachsen. Der Wohnplatz war 1700 Morgen groß und bestand neben sieben Wohn- und zwölf Wirtschaftsgebäuden ausschließlich aus Wald. Die Anzahl der Einwohner schwankte in den folgenden Jahrzehnten und betrug 34 Personen im Jahr 1871, 60 Personen im Jahr 1885 und 51 Personen im Jahr 1895. Zur Jahrhundertwende standen in Kemnitzer Heide insgesamt acht Wohnhäuser, die von 40 Personen belegt waren (1905). Die Anzahl der Einwohner ging auf 37 Personen im Jahr 1925 zurück. Drei Jahre später wurden das Forsthaus, die Kolonie und der Gutsbezirk mit der Gemeinde Ferch vereinigt und 1964 ein Ortsteil von Ferch.

## Kultur und Sehenswürdigkeiten

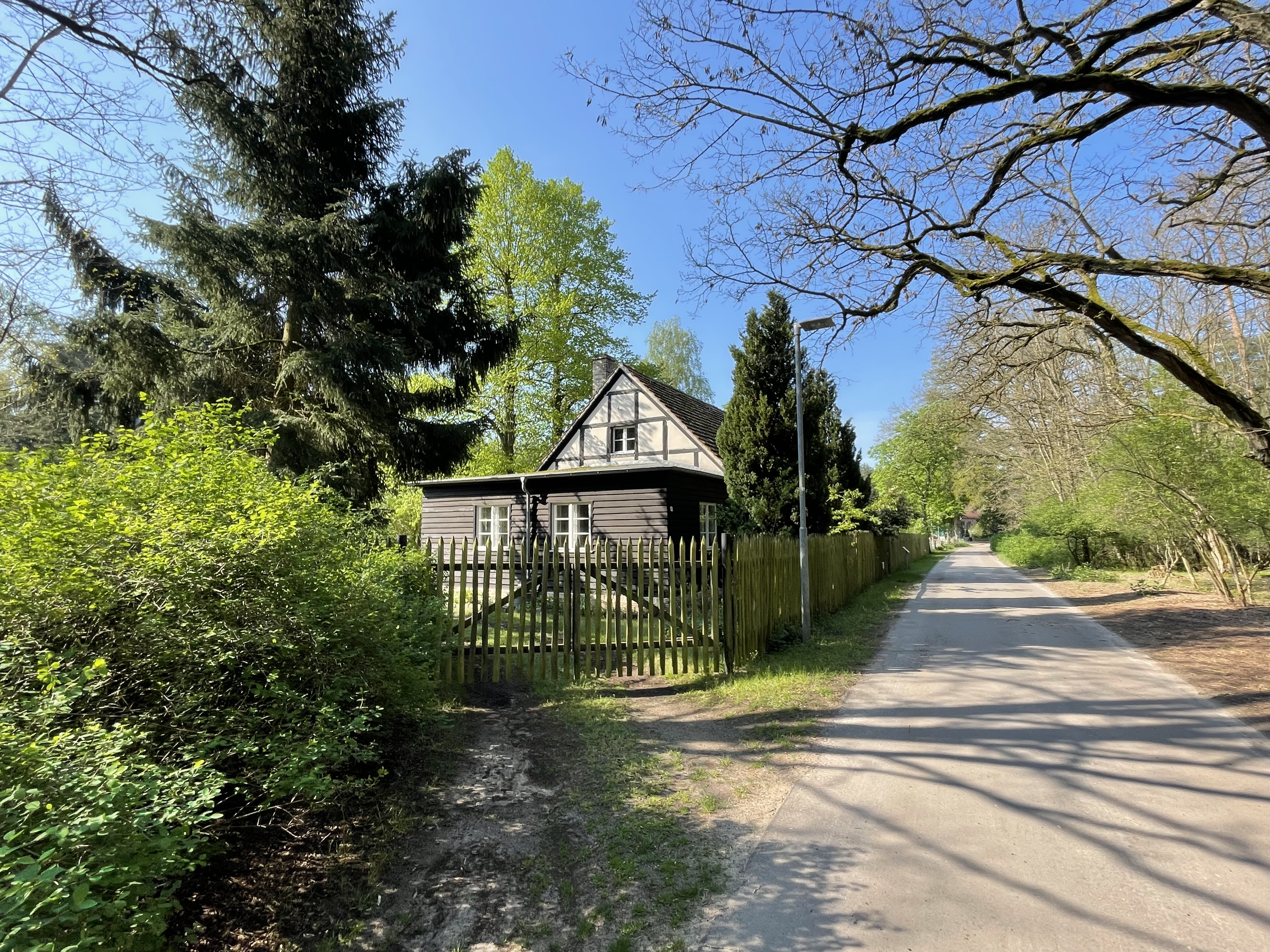
Denkmalgeschütztes Waldarbeiterhaus

Das Waldarbeiterhaus in der Kemnitzer Heide 10 steht unter Denkmalschutz. Es entstand in den Jahren 1735/1740 und gehörte ursprünglich zum Gut Kemnitz. Im Jahr 1929 baute der Fercher Maurer- und Zimmermeister Willi Ebel das Gebäude um, damit es die Fürstin Bismarck-Schule in Berlin-Charlottenburg als Landschulheim nutzen konnte. Nach dem Zweiten Weltkrieg wurden Flüchtlinge einquartiert; anschließend erfolgte bis 2007 eine private Nutzung, bei der es zu einem zusehenden Verfall kam. Im Jahr 2011 erwarb ein neuer Eigentümer das Gebäude, sanierte es denkmalgerecht und vermarktet es seit 2015 als Ferienwohnung.